# Fluweelmanakin
De fluweelmanakin (Lepidothrix velutina) is een zangvogel uit de familie Pipridae (manakins). De vogel werd als aparte soort in 1883 beschreven door Hans Graf von Berlepsch als Pipra velutina, maar later als ondersoort beschouwd van de blauwkruinmanakin (L. coronata). Volgens onderzoek gepubliceerd in 2022 is de soortstatus voor dit taxon terecht.

## Verspreiding en leefgebied
Deze soort komt voor van Costa Rica tot Ecuador en telt twee ondersoorten:
- L. v. velutina: zuidwestelijk Costa Rica en westelijk Panama.
- L. v. minuscula: van oostelijk Panama tot noordwestelijk Ecuador.

## Status
De fluweelmanakin komt niet als aparte soort voor op de lijst van het IUCN, maar is daar een ondersoort van de blauwkruinmanakin (L. coronata velutina/minuscula).